# Стара Юм'я (Алнаський район)
Стара Юм'я́ (рос. Старая Юмья) — присілок у складі Алнаського району Удмуртії, Росія.

## Населення
Населення — 222 особи (2010; 249 в 2002).
Національний склад станом на 2002 рік:
- удмурти — 91 %

## Господарство
У селі діють початкова школа та дитячий садочок.

## Історія
За даними 10-ї ревізії 1859 року, в селі в 47 дворах проживало 339 осіб. Тоді тут було сільське управління. 1877 року був відкритий прихід Христоріздвяної церкви присілка Асаново, куди і був приписаний присілок. 1921 року присілок відійшло складу Татарської АРСР. 1929 року в селі створено колгосп «Югит». 20 червня 1932 року присілок, яке тоді було центром Староюм'їнської сільської ради, було передане в склад Удмуртської АРСР. 1950 року колгосп був ліквідований і увійшов до складу колгоспу ім. Калініна. 1954 року Староюм'їнська сільрада була ліквідована і присілок відійшло до Байтеряковської сільради. 1963 року вона була ліквідована і присілок увійшло в склад Кучеряновської сільради, але 1964 року, коли і та була ліквідована, присілок повернулось до Байтеряковської сільської ради.

## Урбаноніми[3]
- Вулиці — Монашівська, Російська, Центральна, Ятцазька

## Відомі люди
- Новиков Никифор Миколайович — призваний Алнаським РВК в червні 1941 року. Був телефоністом, під вогнем відновлював лінію зв'язку, був двічі поранений, після завдання потрапив до шпиталю, вмер від ран. Нагороджений орденом Червоної Зірки.
- Лобанов Юрій Миколайович — член Союзу художників Росії, лауреат Державної премії Удмуртії, автор державної символіки Удмуртії — герба та прапора.